# È stata la mano di Dio
È stata la mano di Dio (Nederlands: Het was de hand van God) is een Italiaanse film uit 2021, geschreven en geregisseerd door Paolo Sorrentino.
De film ging in première op het filmfestival van Venetië op 2 september 2021 en is vanaf 15 december 2021 te zien op Netflix.

## Verhaal
Het leven van de onhandige Italiaanse tiener Fabietto Schisa wordt op zijn kop gezet. Eerst door de opwindende komst van voetballegende Diego Maradona, en vervolgens door een schokkend ongeval waardoor Maradona per ongeluk Fabietto's leven redt.

## Rolverdeling
| Acteur             | Personage                                  |
| ------------------ | ------------------------------------------ |
| Filippo Scotti     | Fabietto Schisa                            |
| Toni Servillo      | Saverio Schisa, vader van Fabietto         |
| Teresa Saponangelo | Maria Schisa, moeder van Fabietto          |
| Marlon Joubert     | Marchino Schisa, oudere broer van Fabietto |
| Luisa Ranieri      | tante Patrizia, de zus van Maria           |
| Renato Carpentieri | Alfredo                                    |
| Massimiliano Gallo | Franco, man van Patrizia                   |
| Betty Pedrazzi     | Baronessa Focale, buurvrouw                |
| Biagio Manna       | Armando                                    |
| Ciro Capano        | filmregisseur Capuano                      |
| Enzo Decaro        | San Gennaro                                |
| Lino Musella       | Marriettiello                              |
| Sofya Gershevich   | Yulia                                      |

## Productie
In juli 2020 werd aangekondigd dat Paolo Sorrentino was begonnen aan zijn nieuwe film, naar een script dat hij zelf had geschreven. De film zou geproduceerd worden door Netflix. Sorrentino omschreef de film als een intieme en persoonlijke film.
De opnames begonnen in september 2020 in Napels, waarna er ook gefilmd werd op Stromboli. Tijdens de productie werd weinig vrijgelaten over het verhaal van de film, maar de titel van de film verwijst naar de hand-van-God-goal, een doelpunt dat werd gemaakt door Diego Maradona tijdens het Wereldkampioenschap voetbal 1986. De film gaat niet over Maradona, maar bekend is dat hij een betekenisvolle figuur voor regisseur Sorrentino is. In een interview met Variety uit 2015 vertelde Sorrentino dat Maradona onvrijwillig zijn leven heeft gered: "Ik verloor mijn ouders toen ik 16 was bij een ongeluk met de verwarming in een huis in de bergen waar ik altijd met ze naar toe ging. Dat weekend ging ik niet omdat ik Maradona (...) wilde zien spelen, en dat heeft me gered."

## Release
De film ging op 2 september 2021 in première op het Filmfestival van Venetië, waar de film meedeed aan de internationale competitie om de Gouden Leeuw. Op 15 december 2021 wordt de film vrijgegeven op Netflix.

## Ontvangst

### Prijzen en nominaties
| Jaar | Evenement              | Categorie                   | Genomineerde           | Resultaat   |
| ---- | ---------------------- | --------------------------- | ---------------------- | ----------- |
| 2021 | Venetië (78ste editie) | Gouden Leeuw                | È stata la mano di Dio | Genomineerd |
| 2021 | Venetië (78ste editie) | Grote Juryprijs             | È stata la mano di Dio | Gewonnen    |
| 2021 | Venetië (78ste editie) | Premio Marcello Mastroianni | Filippo Scotti         | Gewonnen    |